# 22-20s
22-20s — рок-группа из Великобритании, образованная в Слифорде, Линкольншир. Группа была создана в 2002 году и распалась в декабре 2005, после чего воссоединилась в 2008 году и во второй раз распалась в 2013.
Коллектив стал известен благодаря следующим песням:
- песню Devil in Me можно было часто услышать в Великобритании. Она играла в рекламе Opel Astra.
- песня Such a Fool является саундтреком к фильму Гая Ричи Рок-н-рольщик.
- так же песни группы можно было услышать в фильме Волк-одиночка и сериале Холм одного дерева.
- в игре Driver: San Francisco можно было услышать песню Devil in Me.

## Дискография

### Альбомы
| Год  | Информация | Место в UK Album Chart |
| ---- | --- | ---------------------- |
| 2003 | 05/03 - Концертный EP - Выпущен: 30 сентября 2003 - Формат: CD - Лейбл: Heavenly Records (UK/EU) EMI Music Japan (Japan)                                            | —                      |
| 2004 | 22-20s - Дебютный студийный альбом - Выпущен: 20 сентября 2004 - Формат: CD, Vinyl - Лейбл: Heavenly Records (UK/EU) Astralwerks (US) EMI Music Japan (Japan)       | #40                    |
| 2005 | Live in Japan - Концертный альбом - Выпущен: 28 марта 2005 - Формат: CD - Лейбл: EMI Music Japan (Japan)                                                            | —                      |
| 2010 | Shake/Shiver/Moan - Второй студийный альбом - Выпущен: 19 мая 2010 (Japan) - Формат: CD - Лейбл: TBD Records (US) Yoshimoto R and C (Japan)                         | —                      |
| 2010 | Latest Outtakes - Сборник ауттейков записанных во время сессии альбома Shake/Shiver/Moan - Выпущен: 20 октября 2010 - Формат: CD - Лейбл: Yoshimoto R and C (Japan) | —                      |
| 2012 | Got It If You Want It - Третий студийный альбом - Выпущен: 7 марта 2012 (Japan) - Формат: CD - Лейбл: Yoshimoto R and C (Japan)                                     | —                      |

### Синглы
| Год  | Сингл                                      | Место в UK Singles Chart | Альбом            |
| ---- | ------------------------------------------ | ------------------------ | ----------------- |
| 2003 | «Such a Fool» / «Baby, You’re Not In Love» | —                        | 22-20s            |
| 2004 | «Why Don’t You Do It For Me?»              | #41                      | 22-20s            |
| 2004 | «Shoot Your Gun»                           | #30                      | 22-20s            |
| 2004 | «22 Days»                                  | #34                      | 22-20s            |
| 2005 | «Such a Fool» (re-issue)                   | #29                      | 22-20s            |
| 2009 | «Latest Heartbreak» (Download only)        | —                        | Shake/Shiver/Moan |